# المغرب في الألعاب الأولمبية الصيفية 2008
شارك المغرب في دورة الألعاب الأولمبية الصيفية 2008، التي أقيمت في بيجين بالصين، في الفترة الممتدة من 6 أغسطس إلى 24 أغسطس 2008. شارك المغرب في الأولمبياد بوفد رياضي قوامه 47 رياضيا ورياضية في 7 ألعاب هي ألعاب القوى والملاكمة و المسايفة و الجودو والسباحة و التايكواندو والنبالة.

حصد المغرب ميداليتين في هذه الدورة (فضية ونحاسية) محتلا المرتبة 64 في الترتيب النهائي بين 204 دولة مشاركة.
كان الملاكم ادريس مساعد أنذاك أصغر مشارك ضمن الوفد المغربي (20 سنة و 145 يوما) بينما كان أكبر ممثلي المغرب سنا النابلة خديجة عبودة (40 سنة و 57 يوما).

## الميداليات
| الرياضي     | المنافسة | ذهبيةذهبية | فضيةفضية | برونزية |
| ----------- | -------- | ---------- | -------- | ------- |
| جواد غريب   | المارثون | -          | 1        | -       |
| حسناء بنحسي | 800متر   | -          | -        | 1       |
| المجموع     | 2        | -          | 1        | 1       |

## ألعاب القوى
رجال
- إبراهيم الطالب في 3000 متر موانع وأقصي في الدور الأول ب 8:23.09
- عبد القادر حشلاف في 3000 متر موانع وحل في المرتبة 15 في النهاية ب 9:02.06
- حميد الزين في 3000 متر موانع وأقصي في الدور الأول ب 8:27.45
- أنيس السلموني في 5000 متر وأقصي في الدور الأول ب 13:43.70
- أمحمد مستاوي في 1500 متر وأقصي في نصف النهاية ب 3:40.90
- يوسف بابا في 1500 متر وأقصي في الدور الأول ب 3:42.13
- عبد العاطي إيكدير في 1500 متر وحل في المرتبة 5 في النهاية ب 3:34.66
- مراد ماروفيت في 5000 متر وأقصي في الدور الأول ب 14:00.76
- عبد العزيز الناجي الادريسي في 5000 متر وأقصي في الدور الأول ب 14:05.30
- أمين لعلو في 800 متر وأقصي في الدور الأول ب 1:47.53
- ياسين بنصغير في 800 متر وأقصي في الدور الأول ب 1:46.88
- محسن الشهيبي في 800 متر وأقصي في نصف النهاية ب 1:46.75
- عبد الرحيم الكومري في الماراثون وحل في المرتبة 20 ب 2 س 15 د و 00 جم
- عبد الرحيم بورمضان في الماراثون وحل في المرتبة 26 ب 2 س 17 د و 42 جم
- جواد غريب في الماراثون وحل في المرتبة 2 ب 2 س 07 د و 16 جم
- عبد الله فليل في 10000 متر وحل في المرتبة 16 في النهاية ب 27:53.14
- محمد الهاشمي في 10000 متر ولم يكمل سباق النهاية
- طارق بوقطايب في الوثب الطولي وأقصي في الدور الأول ب 7.69
- يحيى برابح في الوثب الطولي وأقصي في الدور الأول ب 7.88

سيدات
- حنان أوحدو في 3000 متر موانع وأقصيت في الدور الأول ب 9:56.41
- أسماء لغزاوي في 10000 متر وحلت في المرتبة 18 في النهائي ب 31:59.21
- حسناء بنحسي في 800 متر وحلت في المرتبة 3 في النهائي ب 1:56.73
- ابتسام لخواض في 1500 متر وحلت في المرتبة 12 في النهائي ب 4:07.25
- سهام الهيلالي في 1500 متر وحلت في المرتبة 10 في النهائي ب 4:05.57
- بشرى الشعبي في 1500 متر وأقصيت في الدور الأول ب 4:19.89
- مريم علوي سلسولي في 5000 متر وأقصيت في الدور الأول ب 15:21.47

## الملاكمة
| رضوان بوشتوق    | أقل من 48 كلغ  | كارفاليو البرازيل · خسر 7 ل 13 | أقصي من الدور الأول         | أقصي من الدور الأول                                   | أقصي من الدور الأول | أقصي من الدور الأول |                     |                     |
| عبد الاله نحيلة | أقل من 51 كلغ  | مامادوف أذربيجان · خسر 4 ل 19  | أقصي من الدور الأول         | أقصي من الدور الأول                                   | أقصي من الدور الأول | أقصي من الدور الأول |                     |                     |
| هشام المصباحي   | أقل من 54 كلغ  | روميرو كولومبيا · فاز 11 ل 3   | كوميسو بوتسوانا · خسر 3 ل 8 | أقصي من دور ال16                                      | أقصي من دور ال16    | أقصي من دور ال16    | أقصي من دور ال16    |                     |
| المهدي وتين     | أقل من 57 كلغ  | انكزوريغ منغوليا · خسر 1 ل 10  | أقصي من الدور الأول         | أقصي من الدور الأول                                   | أقصي من الدور الأول | أقصي من الدور الأول |                     |                     |
| طاهر التمسماني  | أقل من 60 كلغ  | فالنتينو إيطاليا · خسر 4 ل 15  | أقصي من الدور الأول         | أقصي من الدور الأول                                   | أقصي من الدور الأول | أقصي من الدور الأول | أقصي من الدور الأول | أقصي من الدور الأول |
| ادريس مساعد     | أقل من 64 كلغ  | كيد أستراليا · فاز 23 ل 2      | رونييل كوبا · خسر 4 ل 15    | أقصي من دور ال16                                      | أقصي من دور ال16    | أقصي من دور ال16    |                     |                     |
| المهدي الخالصي  | أقل من 69 كلغ  | محمودوف أوزبكستان · خسر 3 ل 11 | أقصي من الدور الأول         | أقصي من الدور الأول                                   | أقصي من الدور الأول | أقصي من الدور الأول | أقصي من الدور الأول | أقصي من الدور الأول |
| سعيد الراشدي    | أقل من 75 كلغ  | أرطاييف كازاخستان · خسر 2 ل 8  | أقصي من الدور الأول         | أقصي من الدور الأول                                   | أقصي من الدور الأول | أقصي من الدور الأول | أقصي من الدور الأول | أقصي من الدور الأول |
| محمد العرجاوي   | أقل من 91 كلغ  |                                | بيت أستراليا · فاز 11 ل 6   | وايلدر الولايات المتحدة · خسر بتفضيل تحكيمي (10 ل 10) | أقصي من ربع النهاية | أقصي من ربع النهاية |                     |                     |
| محمد أمانيسي    | أكثر من 91 كلغ |                                | زهانغ الصين · خسر 0 ل 15    | أقصي من الدور الأول                                   | أقصي من الدور الأول | أقصي من الدور الأول | أقصي من الدور الأول |                     |

## النبالة
- خديجة عبودة وأقصيت في دور ال64 لنبالة الفردي بعد هزيمتها أمام بارك كوريا الجنوبية ب80 ل 112

## مسايفة
رجال
| المبارز           | النوع             | دور ال32                    | دور ال16                                                  | ربع النهاية                                               | نصف النهاية                                               | النهاية                                                   |                                                           |
| المبارز           | النوع             | منافس نتيجة                 | منافس نتيجة                                               | منافس نتيجة                                               | منافس نتيجة                                               | منافس نتيجة                                               |                                                           |
| ----------------- | ----------------- | --------------------------- | --------------------------------------------------------- | --------------------------------------------------------- | --------------------------------------------------------- | --------------------------------------------------------- | --------------------------------------------------------- |
| عصام الرامي       | فردي سيف المبارزة | موتيكا بولندا · خسر 11 ل 15 | أقصي في دور ال32 و احتل الصف الأخير (41) في الترتيب العام | أقصي في دور ال32 و احتل الصف الأخير (41) في الترتيب العام | أقصي في دور ال32 و احتل الصف الأخير (41) في الترتيب العام | أقصي في دور ال32 و احتل الصف الأخير (41) في الترتيب العام | أقصي في دور ال32 و احتل الصف الأخير (41) في الترتيب العام |
| علي كزافيي الحسين | فردي سيف الشيش    | غويار فرنسا · خسر 3 ل 15    | أقصي في دور ال32 و احتل الصف 20 (على 24) في الترتيب العام | أقصي في دور ال32 و احتل الصف 20 (على 24) في الترتيب العام | أقصي في دور ال32 و احتل الصف 20 (على 24) في الترتيب العام | أقصي في دور ال32 و احتل الصف 20 (على 24) في الترتيب العام | أقصي في دور ال32 و احتل الصف 20 (على 24) في الترتيب العام |

## جودو
Men
- يونس الأحمدي (وزن أقل من 60 كلغ) و أقصي في الدور التمهيدي أمام لودفيغ  النمسا
- رشيد الركيك (وزن أقل من 66 كلغ) و أقصي في الدور التمهيدي أمام داربولي  فرنسا
- صفوان عطاف (وزن أقل من 81 كلغ) و أقصي في الدور الثاني أمام ايوان  المملكة المتحدة
- محمد العسري (وزن أقل من 90 كلغ) و أقصي في الدور التمهيدي أمام عمار بن خليف  الجزائر

## السباحة
سيدات
| السباحة     | المسابقة                | الاقصائيات التمهيدية | الاقصائيات التمهيدية | نصف النهاية             | نصف النهاية             | النهاية                 | النهاية                 |
| السباحة     | المسابقة                | توقيت                | ترتيب عام            | توقيت                   | ترتيب عام               | توقيت                   | ترتيب عام               |
| ----------- | ----------------------- | -------------------- | -------------------- | ----------------------- | ----------------------- | ----------------------- | ----------------------- |
| سارة البكري | 100 متر سباحة على الصدر | 1:08.66              | 19                   | أقصيت في الدور التمهيدي | أقصيت في الدور التمهيدي | أقصيت في الدور التمهيدي | أقصيت في الدور التمهيدي |
| سارة البكري | 200 متر سباحة على الصدر | 2:30.09              | 28                   | أقصيت في الدور التمهيدي | أقصيت في الدور التمهيدي | أقصيت في الدور التمهيدي | أقصيت في الدور التمهيدي |

## التايكواندو
| الرياضي            | الوزن               | دور 16                 | الربع النهائي                      | النصف النهائي         | الترضية 1                  | الترضية 2            | النهائي              | النهائي              |
| الرياضي            | الوزن               | المنافس نتيجة          | المنافس نتيجة                      | المنافس نتيجة         | المنافس نتيجة              | المنافس نتيجة        | المنافس نتيجة        | ترتيب                |
| ------------------ | ------------------- | ---------------------- | ---------------------------------- | --------------------- | -------------------------- | -------------------- | -------------------- | -------------------- |
| عبد القادر الزروري | أكثر من 81 كلغ رجال | دياث فنزويلا · فوز     | نيكولايديس اليونان · خسارة         | لم يتأهل لنصف النهاية | شيلمانوف كازاخستان · خسارة | أقصي في الترضية 1    | أقصي في الترضية 1    | أقصي في الترضية 1    |
| غزلان التودالي     | أقل من 49 كلغ سيدات | خوشجمال إيران · خسارة  | أقصيت في دور ال16                  | أقصيت في دور ال16     | أقصيت في دور ال16          | أقصيت في دور ال16    | أقصيت في دور ال16    | أقصيت في دور ال16    |
| منى بن عبد الرسول  | أقل من 67 كلغ سيدات | أوكاموطو اليابان · فوز | ايبانك فرنسا · خسارة بتفضيل تحكيمي | أقصيت في ربع النهاية  | أقصيت في ربع النهاية       | أقصيت في ربع النهاية | أقصيت في ربع النهاية | أقصيت في ربع النهاية |